# Jean Boutes
Jean Boutes (wym. [ʒɑ̃ but], ur. 9 września 1989 r.) – francuski rugbysta polskiego pochodzenia, reprezentant Polski.

## Kariera klubowa
Jako junior Boutes wychowywał się w zespole AS Béziers Héralult. Następnie był młodzieżowym zawodnikiem Aviron Bayonnais, w którym to klubie występował w tzw. Nadziejach (Espoirs, drużyna do lat 23). W 2011 został zgłoszony do rozgrywek polskiej ligi przez Orkana Sochaczew, jednak nie wystąpił w żadnym spotkaniu.
Rok później młody filar miał pomóc w walce o mistrzostwo i puchar kraju Budowlanym Łódź. Taki transfer w trakcie rozgrywek był możliwy z uwagi na przepis regulaminu rozgrywek, stanowiący, że reprezentanci kraju występujący za granicą, mogą zasilać drużyny polskiej Ekstraligi w dowolnym momencie sezonu. Zawodnik Bajonny trenował z ekipą z Łodzi, otrzymał także licencję na występy w polskich rozgrywkach. Boutes zagrał w półfinale Pucharu Polski z Arką Gdynia, jednak nie został dopuszczony do półfinału Ekstraligi z Posnanią. Na mocy doręczonej tuż przed meczem decyzji Polskiego Związku Rugby, Boutes’owi odmówiono udziału w rozgrywkach. Mając w perspektywie finał ligi, łódzki klub odwołał się od tej decyzji, w czym z kolei wsparło go Ministerstwo Sportu, jednak zarząd PZR podtrzymał swoje kontrowersyjne stanowisko.
Latem 2012 roku Boutes przeszedł do występującego w trzeciej klasie rozgrywkowej (liga Fédérale 1) klubu CS Vienne. Dołączył tam do dwóch reprezentantów Polski, grających wcześniej w Budowlanych Łódź – Kamila Bobryka i Kacpra Ławskiego. W zespole tym spędził jedynie rok. W kolejnych latach grał dla AS Villerbanne (2013–2016), RC Rillieux (2016–2020), Saint Priest Rugby (2020–2022) i OL St Genis Laval (od 2022)

## Kariera reprezentacyjna
Dzięki polskim dziadkom, Boutes miał możliwość gry w reprezentacji Polski, nawet pomimo braku polskiego obywatelstwa. W seniorskiej drużynie zadebiutował 20 listopada 2010 roku we Frankfurcie nad Menem, kiedy to polska kadra pokonała Niemców 22:17.

### Statystyki
| Drużyna narodowa | Rok  | Mecze | Punkty |
| ---------------- | ---- | ----- | ------ |
| Polska           |      |       |        |
| 2010             | 1    | 0     |        |
| 2011             | 4    | 0     |        |
| 2012             | 4    | 0     |        |
| 2013             | 3    | 0     |        |
| Suma             | Suma | 12    | 0      |

| Występy w reprezentacji Polski | Występy w reprezentacji Polski | Występy w reprezentacji Polski           | Występy w reprezentacji Polski | Występy w reprezentacji Polski | Występy w reprezentacji Polski |
| Lp.                            | Data                           | Stadion, miasto                          | Przeciwnik                     | Wynik                          | Zdobyte punkty                 |
| ------------------------------ | ------------------------------ | ---------------------------------------- | ------------------------------ | ------------------------------ | ------------------------------ |
| 1.                             | 20.11.2010                     | Feldgerichtstraße, Frankfurt nad Menem   | Niemcy                         | 22:17                          | 0                              |
| 2.                             | 12.03.2011                     | Narodowy Stadion Rugby, Gdynia           | Belgia                         | 28:21                          | 0                              |
| 3.                             | 16.04.2011                     | Stadion Suche Stawy, Kraków              | Holandia                       | 32:18                          | 0                              |
| 4.                             | 12.11.2011                     | Stadion Dinamo, Kiszyniów                | Mołdawia                       | 17:17                          | 0                              |
| 5.                             | 19.11.2011                     | Stadion MOSiR, Gdańsk                    | Niemcy                         | 34:8                           | 0                              |
| 6.                             | 7.04.2012                      | Stadion Króla Baudouina I (A2), Bruksela | Belgia                         | 13:20                          | 0                              |
| 7.                             | 21.04.2012                     | Nationaal Rugby Centrum, Amsterdam       | Holandia                       | 32:19                          | 0                              |
| 8.                             | 6.10.2012                      | Stadion Josefa Kohouta, Říčany           | Czechy                         | 29:3                           | 0                              |
| 9.                             | 3.11.2012                      | Stadion MOSiR, Gdańsk                    | Niemcy                         | 22:13                          | 0                              |
| 10.                            | 30.03.2013                     | Narodowy Stadion Rugby, Gdynia           | Ukraina                        | 13:12                          | 0                              |
| 11.                            | 13.04.2013                     | Stadion Dinamo, Kiszyniów                | Mołdawia                       | 20:24                          | 0                              |
| 12.                            | 1.06.2013                      | Korsängens IP, Enköping                  | Szwecja                        | 11:19                          | 0                              |